# Snezhinsk
Snezhinsk (tiếng Nga: Снежинск) là một thành phố đóng Nga. Thành phố này thuộc chủ thể Chelyabinsk Oblast. Thành phố có dân số 50.451 người (theo điều tra dân số năm 2002). Đây là thành phố lớn thứ 324 của Nga theo dân số năm 2002. Dân số qua các thời kỳ: